# Rudolf Langthaler
Rudolf Langthaler (* 22. Juni 1953 in Amstetten, Niederösterreich) war Professor am Institut für Christliche Philosophie an der Katholisch-Theologischen Fakultät der Universität Wien.

## Leben
Rudolf Langthaler studierte nach der Matura am Bundesgymnasium und Bundesrealgymnasium Amstetten Philosophie, Katholische Theologie und Germanistik an der Universität Wien mit den Abschlüssen Mag. phil. (1976), Dr. phil. (1978) und Mag. theol. (1983). Von 1980 bis 1984 war er Universitäts-Assistent an der Katholisch-Theologischen Fakultät der Universität Wien. Von 1984 bis 1991 lehrte er an der Philosophisch-Theologischen Hochschule der Diözese St. Pölten. 1988 habilitierte er sich im Fachbereich Philosophie an der Grund- und Integrativwissenschaftlichen Fakultät der Universität Wien.
Von 1991 bis 1999 war Langthaler Hochschulprofessor für Philosophie an der Katholischen Privatuniversität Linz, und ab 1. Oktober 1999 Ordinarius für Christliche Philosophie an der Katholisch-Theologischen Fakultät der Universität Wien (Institutsvorstand bis September 2016; von 1. Oktober 2016 bis 30. September 2018 stellvertretender Institutsvorstand). Seit 1. Oktober 2018 ist Rudolf Langthaler im Ruhestand, als Ordinarius folgte ihm Hans Schelkshorn nach. Mit Michael Hofer gibt er seit 2008 das Wiener Jahrbuch für Philosophie heraus.

## Auszeichnungen
- 1988: Kardinal-Innitzer-Förderungspreis für Theologie
- 1989: Wissenschaftspreis des Landes Niederösterreich Förderungspreis
- 2017: Ehrendoktor der Albert-Ludwigs-Universität Freiburg

## Schriften (Auswahl)
Monographien
- Kritischer Rationalismus. Eine Untersuchung zu Aufklärung und Religionskritik in der Gegenwart. Frankfurt am Main 1987.
- Kants Ethik als System der Zwecke. Zu einer modifizierten Idee der „moralischen Teleologie“. Berlin 1991.
- Organismus und Umwelt. Die biologische Umweltlehre im Spiegel traditioneller Naturphilosophie. Hildesheim 1992.
- Nachmetaphysisches Denken? Kritische Anfragen an Jürgen Habermas. Berlin 1997.
- „Gottvermissen“ – eine theologische Kritik der reinen Vernunft? Die neue Politische Theologie im Spiegel der Kantischen Religionsphilosophie. Regensburg 2000.
- Geschichte, Ethik und Religion im Anschluss an Kant. Philosophische Perspektiven „zwischen skeptischer Hoffnungslosigkeit und dogmatischem Trotz“ (= Deutsche Zeitschrift für Philosophie, Sonderband 19). Walter de Gruyter, Berlin 2014.
- Warum Dawkins Unrecht hat. Eine Streitschrift. Verlag Karl Alber, Freiburg im Breisgau und München, 2015, ISBN 978-3-495-48749-5.
- Kant über den Glauben und die „Selbsterhaltung der Vernunft“. Sein Weg von der „Kritik“ zur „eigentlichen Metaphysik“ – und darüber hinaus. Verlag Karl Alber, Freiburg im Breisgau und München 2018.
- Kant – ein Kritiker Lessings? Übereinstimmungen und Differenzen im Kontext von Religion und Aufklärung (= Kantstudien, Ergänzungshefte, Bd. 213). Walter de Gruyter, Berlin 2020.
- Führt Moral unumgänglich zur Religion? Zur Kritik der Kantischen Religionsphilosophie bei Jürgen Habermas – eine Entgegnung. Verlag Karl Alber, Freiburg im Breisgau und München 2021.

Herausgeber und Mitherausgeber
- Theologie als Wissenschaft. Ein Linzer Symposium. Frankfurt am Main 2000.
- mit Ludwig Nagl: System der Philosophie? Festgabe für Hans Dieter Klein. Frankfurt am Main 2000.
- Was ist der Mensch? Ein interdisziplinäres Gespräch zwischen Lebenswissenschaften, Philosophie und Theologie. Ein Wiener Symposium. Wien 2004.
- mit Klaus Dethloff, Helga Nagl-Docekal, Friedrich Wolfram: Orte der Religion im philosophischen Diskurs der Gegenwart. Berlin 2004.
- mit Helga Nagl-Docekal: Recht – Geschichte – Religion. Die Bedeutung Kants für die Gegenwart. Berlin 2004.
- mit Christian Danz: Kritische und absolute Transzendenz. Zur philosophischen Theologie und Religionsphilosophie bei Kant und Schelling. Freiburg 2006.
- mit Helga Nagl-Docekal: Glauben und Wissen. Ein Symposium mit Jürgen Habermas. Wien/Berlin 2006.
- mit Wolfgang Treitler: Die Gottesfrage in der europäischen Philosophie und Literatur des 20. Jahrhunderts. Wien 2006.
- Evolutionstheorie – Schöpfungsglaube. Würzburg 2008.
- mit Kurt Appel, Sigrid Müller, Hubert Philipp Weber: Naturalisierung des Geistes? Beiträge zur gegenwärtigen Debatte um den Geist. Würzburg 2008.
- mit Kurt Appel: Dawkins’ Gotteswahn. 15 kritische Antworten auf seine atheistische Mission. Böhlau, Köln 2009.
- mit Hubert Philipp Weber: Evolutionstheorie und Schöpfungsglaube. Neue Perspektiven der Debatte (= Wiener Forum für Theologie und Religion, Bd. 1). Vienna University Press, Wien 2013.
- mit Kurt Appel und Christopher Meiller: Religion in der Moderne. Religionsphilosophische Beiträge zu einer aktuellen Debatte (= Religion and Transformation in Contemporary European Society, Bd. 6). V+R University Press, Göttingen 2013.
- mit Hans Schelkshorn und Friedrich Wolfram: Religion in der globalen Moderne. Philosophische Erkundungen (= Religion and Transformation in Contemporary European Society, Bd. 7). V+R University Press, Göttingen 2014.
- mit Jan-Heiner Tück: „Es strebe von euch jeder um die Wette“: Lessings Ringparabel – ein Paradigma für die Verständigung der Religionen heute? Herder, Freiburg im Breisgau 2016.
- mit Hans Schelkshorn: Okzidentale Konstellationen zwischen Glauben und Wissen. Beiträge zu Jürgen Habermas’ Auch eine Geschichte der Philosophie. Mit einer Replik von Jürgen Habermas, wbg, Darmstadt 2023, ISBN 978-3-534-27658-5 (Band als Open Access).